# Фалькон (штат)
Фалькон (исп. Falcón) — штат в Венесуэле.
Площадь — 24 800 км². Население — 902 847 человек (2011). Штат назван в честь президента Хуана Фалькона.
Административный центр — город Коро.

## География

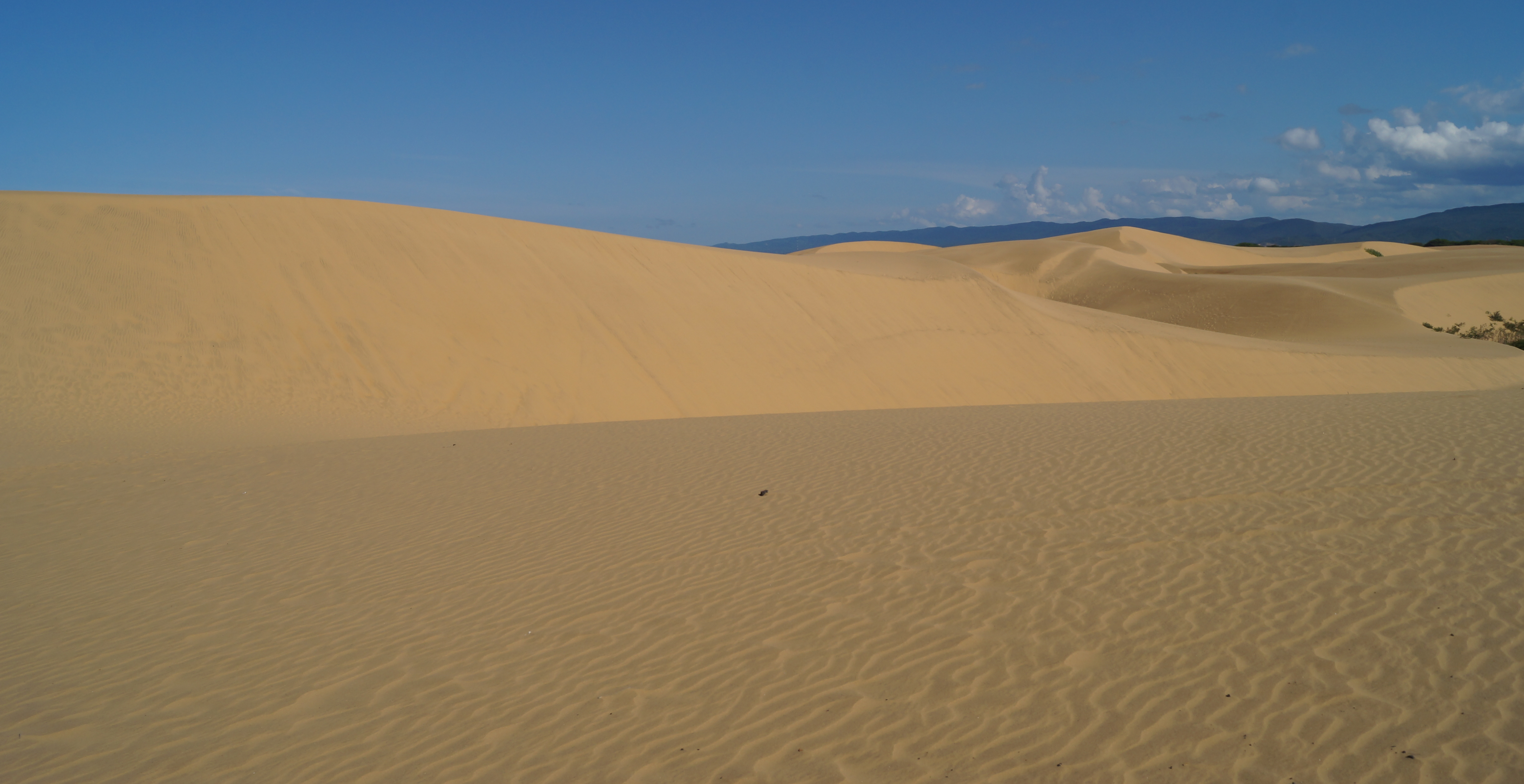
Пустыня Меданос

Полуостров Парагуана в центральной северной части штата соединён с остальной территорией песчаными дюнами пустыни Меданос, единственной в стране.
Голландский остров Аруба расположен в 27 км от северного побережья полуострова Парагуана. Два другие острова АВС: Бонайре и Кюрасао — немного дальше.
На территории штата имеются четыре национальных парка: Меданос, Куэва-де-ла-Кебрада-дель-Торо, Моррокой и Сьерра-де-Сан-Луис.

## Административное деление
Штат состоит из 25 муниципалитетов:
- Акоста (Сан-Хуан-де-лос-Кайос)
- Боливар (Сан-Луис)
- Бучивакоа (Капатарида)
- Касике-Манауре (Яракаль)
- Карирубана (Пунто-Фихо)
- Колина (Ла-Вела-де-Коро)
- Дабахуро (Дабахуро)
- Демокрасиа (Педрегаль)
- Фалькон (Пуэбло-Нуэво)
- Федерасьон (Чуругуара)
- Хакура (Хакура)
- Лос-Такес (Санта-Крус-де-лос-Такес)
- Мауроа (Мене-де-Мауроа)
- Миранда (Санта-Ана-де-Коро)
- Монсеньор-Итуррица (Чичиривиче)
- Пламасола (Пламасола)
- Петит (Кабуре)
- Пириту (Пириту)
- Сан-Франсиско (Миремире)
- Сильва (Тукакас)
- Сукре (Ла-Крус-де-Таратара)
- Токоперо (Токоперо)
- Уньон (Санта-Крус-де-Букараль)
- Урумако (Урумако)
- Самора (Пуэрто-Кумаребо)

## Экономика
На полуострове много нефтеочистительных заводов, особенно в городе Пунто-Фихо.